# Bandera de la provincia de Valladolid

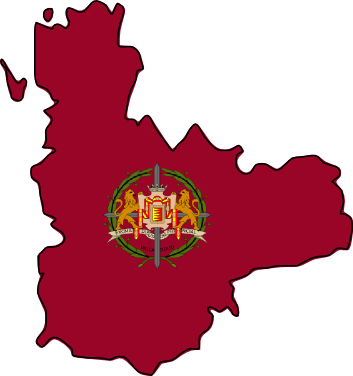
Representación pictórica de la bandera sobre el mapa de la provincia de Valladolid.

La bandera de la provincia de Valladolid es el símbolo principal de la provincia de Valladolid en España. Es de color carmesí con el Escudo de la provincia de Valladolid situado en el centro. Este escudo, regulado por Real Decreto de 17 de julio de 1939, se describe así:

Sobre un campo de pergamino, un escudo con bordura de plata con ocho castillos. En el interior, seis banderas de oro nacientes al diestro, sobre fondo carmesí. El escudo sobre la cruz laureada de San Fernando. Rodeando el escudo, una cinta con los colores de la bandera nacional y sobre ella los escudos de los ocho antiguos Partidos Judiciales y, abajo, el lema, "Excma. Diputación Provincial". A ambos lados del pergamino y sujetándolo hay dos leones, así como timbrado por corona real abierta.

## Futura bandera
El 21 de abril de 2017 el Pleno de la Diputación de Valladolid aprobó el cambio de escudo provincial.